# Колотівка (ботаніка)
Колотівка, кільце (лат. folia verticillata) — частина осьового органу рослини (вузол), зазвичай стебла або гілки, на якій кільцеподібно, на одній висоті (одному рівні), розташовуються три й більше органів, зазвичай листя, іноді квіток або гілок. 
Кожна наступна колотівка може бути повернута на кут в 90° від попередньої, або на половину кута між листям, або зберігати орієнтацію попереднього вузла. Колотівка — важлива морфологічна характеристика.
Якщо у рослини колотівка утворена листям, листорозміщення називають кільчастим. Проте, слід пам'ятати, що супротивні листки, розташовані на кінці стебла, можуть виглядати як колотівка.
Види рослин, названі за характерним для них листорозміщенням verticillata, часто називаються українською мовою кільчастий, кільчаста (напр. Malva verticillata L. — калачики кільчасті, Pedicularis verticillata L. — шолудивник кільчастий, Setaria verticillata (L.) Beauv. — мишій кільчастий).

## Галерея

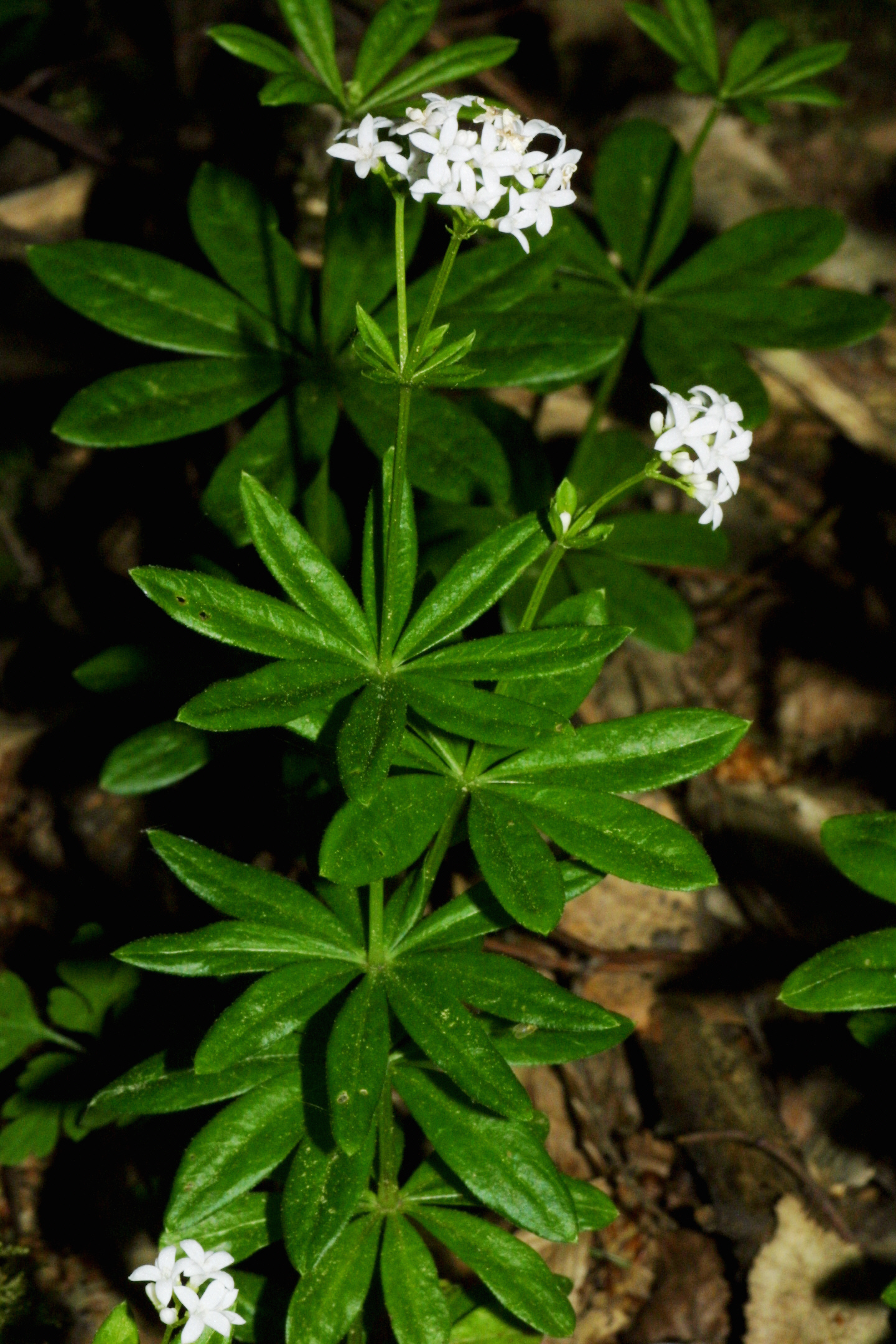
Galium odoratum
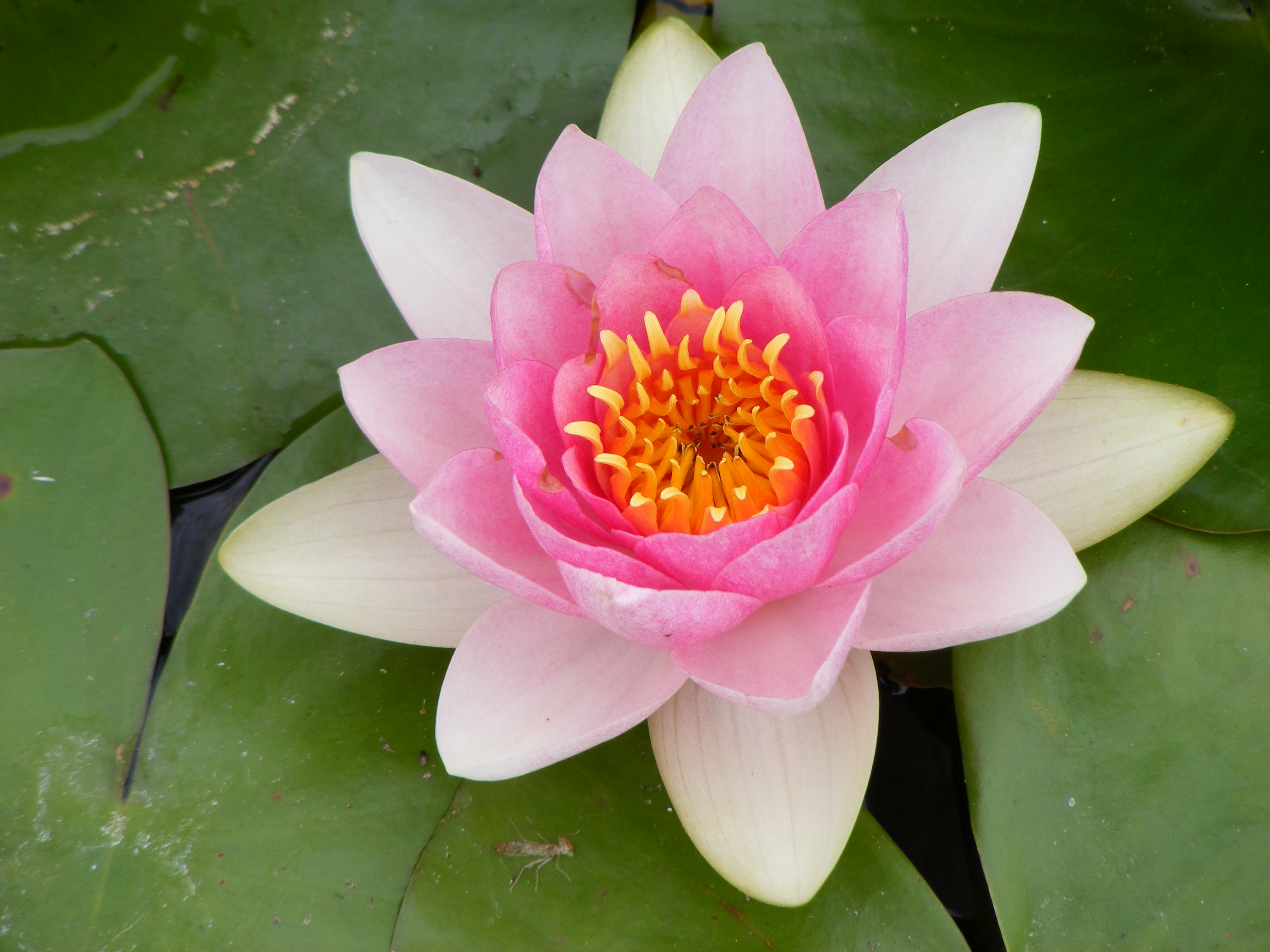
Nymphaea